# 上海佳豪
上海佳豪船舶工程設計股份有限公司，簡稱上海佳豪船舶工程設計股份、上海佳豪船舶工程設計、上海佳豪船舶工程、上海佳豪船舶，以及上海佳豪（英語：SHANGHAI BESTWAY MARINE ENGINEERING DESIGN COMPANY LIMITED，深交所：300006），在2001年由刘楠（董事長及總經理），於上海市青浦区新业路599号1幢639室（總部）創立，當時名為「上海佳豪船舶工程設計有限公司」。
現時業務在國內專門經營提供船舶与海洋工程设计、技术咨询和工程监理、工程总承包、采购物流、工程融资、船用设备开发、游艇制造及运营服务，招股價為27.8元人民幣，發行新股為1,260万股，集資額為3.5億元人民幣，而股份則在2009年10月30日於深交所創業板上市。
2020年12月30日，由中国船舶集团黄埔文冲船舶有限公司、上海佳豪设计院共同研制的专业深水海洋工程船“海龙”号在广州交付。